# 张辰亮
张辰亮（1988年2月29日—），网名无穷小亮、博物君，北京人，中国大陆科普作者，《博物》杂志副主编，《中国国家地理》融媒体中心主任，中国农业大学农业昆虫与害虫防治专业硕士。
其因在2011年至2021年运营新浪微博“@博物杂志”账号，回答网友提问的生物学知识而为人所知。2019年至今，在个人账号发布有《亮记生物鉴定》、《网络热门生物鉴定》系列科普视频。

## 个人经历
童年时代，张辰亮对昆虫有浓厚兴趣。在课余时间抓昆虫、养昆虫、做标本、阅读昆虫类书籍，在论坛上与其他人交流心得。张辰亮的父母对此表现出支持的态度，并给他观察昆虫创造条件。少年时代的张辰亮就对《博物》杂志颇感兴趣，在北京五中读高二时，张辰亮就曾投稿给《博物》杂志昆虫相关的内容。
由于当时的大学在本科阶段没有设立相关昆虫专业，张辰亮选择了相关的植物保护专业。2006年，本科一年级在读的张辰亮创办南京农业大学昆虫协会，任副会长。后来，张辰亮考取中国农业大学昆虫研究专业，研究半翅目昆虫，并专注于臭屁虫的研究。
2011年，研究生二年级在读的张辰亮来到《博物》杂志编辑部实习。彼时新浪微博在中国大陆炙手可热，许多官方机构在微博设立有官方账号，《博物》杂志官方也有设立。编辑部领导考虑到张辰亮作为学生没有太多时间，便安排其运营@博物杂志 官方微博。在运营微博期间，他一改官方严肃的风格，以幽默风趣的方式回答网友提出的生物学问题。这使得《博物》杂志的微博的关注量大涨，张辰亮被网友冠以“博物君”的昵称。
2019年，张辰亮在哔哩哔哩开始发布《亮记生物鉴定》系列科普视频。
2021年，张辰亮在其个人微博上宣布，因“（中国国家地理）融媒体中心的工作繁忙，精力有限”，不再由其运营《博物》杂志微博，转交他人。
2020年，张辰亮开始在哔哩哔哩发布《亮记生物鉴定·网络热门生物鉴定》系列科普视频，主打对抖音等网络视频平台流传的视频中出现的生物进行鉴定和辟谣。截至2021年9月，其已在抖音平台拥有粉丝1838.7万、在哔哩哔哩平台拥有粉丝533.3万。

## 荣誉
2018年，获得中国科学技术协会和人民日报评选的2017年“十大科学传播人物”称号。
2022年，获得哔哩哔哩与中科院计算机网络信息中心联合发起的“格致科学传播奖”。
2023年，获得哔哩哔哩“百大UP主”称号。

## 相关迷因

### “能好怎”
“能好怎”是三个连续疑问句“能吃么？好吃么？怎么吃？”的简称，发源于科普杂志《博物》的新浪微博。张辰亮在運營《博物》雜誌官方微博期间时常回应网友关于动植物知识的提问，其中一部分网友并不关心生物学专业知识，反而于回复中反復提及某类动植物“能吃么？好吃么？怎么吃？”以调侃，而张辰亮亦常以幽默方式回应，使得“能吃么？好吃么？怎么吃？”及其简称“能好怎”成为网络迷因。

### 水猴子
水猴子是一种中国民间传说中的神秘生物。在中国大陆，时常有人自称拍摄到水猴子，并将视频上传至社交媒体。张辰亮经常对这些视频进行辟谣分析，因此得名“水猴子克星”。

### 鉴定网络热门××
《网络热门生物鉴定》系列是张辰亮创作的科普类视频作品，内容主要为对互联网平台中生物学相关的视频、图片等话题进行讨论和介绍，对谣传信息进行辟谣。在该系列，张辰亮会以“鉴定网络热门生物视频”作为开场白。由于该系列视频的趣味性，不少博主模仿其风格制作了各种以“鉴定网络热门××”为标题的视频。

### 藏狐
张辰亮在哔哩哔哩、抖音等平台爆火后，因其本人长相特征为方脸、小眼睛，形似藏狐，又尝以一组“生无可恋”表情包走红网络，令人印象深刻，故粉丝开始以“藏狐”、“狐主任”称呼之。哔哩哔哩平台为此开发了一系列“藏狐”形象的动画表情包，其后粉丝纷纷在其视频评论区下刷屏，此也引发了张辰亮本人的调侃。

## 作品

### 频道
无穷小亮的科普日常视频专辑有：
- 亮记生物鉴定
- 网络热门生物鉴定
- 家庭盆栽推荐
- 身边的花鸟鱼虫
- 远方博物学
- 亮记赶海

### 书籍
| 书名                        | 出版年份 | ISBN               | 备注                       |
| --------------------------- | -------- | ------------------ | -------------------------- |
| 酷虫野趣- 半翅家族          | 2014     | ISBN 9787121240898 | 与唐志远合著               |
| 海错图笔记                  | 2016     | ISBN 9787508669069 |                            |
| 海错图笔记·贰               | 2017     | ISBN 9787508680651 |                            |
| 今天真好玩                  | 2019     | ISBN 9787530499108 |                            |
| 海错图笔记·叁               | 2019     | ISBN 9787521708677 |                            |
| 海错图笔记 青少版           | 2020     | ISBN 9787521722772 |                            |
| 小亮老师的博物课            | 2021     | ISBN 9787545553796 |                            |
| 北京自然观察手册 海鲜和河鲜 | 2022     | ISBN 9787200170184 | 与吴昌宇、王辰合著         |
| 掌中花园                    | 2022     | ISBN 9787521747577 |                            |
| 海错图笔记·肆               | 2023     | ISBN 9787521739336 | 《海错图笔记》系列收官之作 |
| 解闷儿: 张辰亮散文集        | 2024     | ISBN 9787516837917 |                            |

| 书名                           | 出版年份 | ISBN               | 备注                         |
| ------------------------------ | -------- | ------------------ | ---------------------------- |
| 不列颠图解科学丛书：无脊椎动物 | 2013     | ISBN 9787109172241 | 作者为美国不列颠百科全书公司 |
| 了不起的昆虫                   | 2017     | ISBN 9787544259149 | 作者为丸山宗利               |